# Roncocreagris galeonuda
Espèce
Synonymes
- Microcreagris galeonuda Beier, 1955

Roncocreagris galeonuda est une espèce de pseudoscorpions de la famille des Neobisiidae.

## Distribution
Cette espèce est endémique de Galice en Espagne. Elle se rencontre vers Cervantes.

## Description
Roncocreagris galeonuda mesure de 1,7 à 1,8 mm.

## Systématique et taxinomie
Cette espèce a été décrite sous le protonyme Microcreagris galeonuda par Beier en 1955. Elle est placée dans le genre Roncocreagris par Mahnert en 1976. Les sous-espèces Roncocreagris galeonuda clavata et Roncocreagris galeonuda robustior ont été élevées au rang d'espèce par Zaragoza en 2008.

## Publication originale
- Beier, 1955 : Neue Beitrage zur Kenntnis der Iberischen Pseudoscorpioniden-Fauna. Eos, vol. 31, p. 87-122 (texte intégral).